# Ed TV
Ed TV – amerykańska komedia z 1999 roku w reżyserii Rona Howarda. Remake kanadyjskiego filmu Ludwik z 19, król szklanego ekranu (1994).

## Opis fabuły
Wskaźniki oglądalności TrueTV, stacji specjalizującej się w reality show, spadają. Dyrektor Cynthia Topping (Ellen DeGeneres) proponuje nieprzerwaną transmisję z życia przeciętnego mężczyzny. Wybór pada na wyłonionego z tłumu w klubie bilardowym Eda Pekurny'ego (Matthew McConaughey), młodego mężczyznę z San Francisco. Już po tygodniu staje się on ulubieńcem Ameryki.

## Obsada
- Matthew McConaughey jako Edward "Ed" Pekurny
- Jenna Elfman jako Shari
- Woody Harrelson jako Raymond "Ray" Pekurny
- Elizabeth Hurley jako Jill
- Rob Reiner jako Whitaker
- Dennis Hopper jako Henry "Hank" Pekurny
- Ellen DeGeneres jako Cynthia
- Martin Landau jako Al
- Sally Kirkland jako Jeanette
- Adam Goldberg jako John
- Merrin Dungey jako Seaver
- Ian Gomez jako McIlvaine
- Clint Howard jako Ken
- RuPaul jako on sam
- Rick Overton jako Barry
- Gedde Watanabe jako Greg